# Чернуха (Большемурашкинский район)
Черну́ха — деревня в Большемурашкинском районе Нижегородской области России. Входит в состав Холязинского сельсовета.

## История
В 1614—1620 годах дворцовые земли начали активно раздаваться династией Романовых в качестве поместий и вотчин. Это была политика государства, рассчитанная на укрепление и поднятие мощи боярского и дворянского сословий.
По состоянию на конец XVI — начало XVII века, местное население в своём большинстве было приписано к внутренним дворцовым административно-территориальным единицам Закудемского стана Нижегородского уезда, то есть к землям Нижегородского уезда, простирающимся в восточном направлении от Кудьмы. Местное население платило оброки в казну, по своему этническому составу будучи в основном мордовским, при этом оно занималось бортничеством, охотой, рыболовством.
К 1629 году деревня перешла в число вотчинных владений боярина Семёна Васильевича Головина. Начальный период процесса раздачи дворцовых земель в вотчины и поместья отразила Писцовая книга Дмитрия Лодыгина 1621/22—1623/24 годов в части, касающейся землевладений Закудемского стана, а также Платёжная книга 1629 года, составленная на её основе. В указанной Писцовой книге при описании Закудемского стана был создан специальный раздел, обозначенный следующим образом: «Из государевых царёвых и великого князя Михаила Фёдоровича всея Руси Нижегородских посопных дворцовых и бортных сёл и из мордовских земель за вотчинники и за помещики». Как показывает анализ источников, большинство земель Закудемского стана с сёлами и деревнями, пашней, обширными лесными, в том числе бортными, угодьями отошли в вотчины не нижегородцам, а представителям знатнейших фамилий Московского государства того времени — князю Ивану Михайловичу Воротынскому, боярину Михаилу Борисовичу Шеину, боярину Семёну Васильевичу Головину, стольнику Борису Ивановичу Морозову, боярину князю Борису Михайловичу Лыкову, окольничему Артемию Васильевичу Измайлову и другим. В Платёжной книге 1629 года о вотчинной даче Семёна Васильевича Головина сказано следующее: «Боярина Семена Васильевича Головина с вотчины за службу за немецкий поход и за Московское осадное сидение с села Шахманова да з деревни Чернушки без жеребья, с села Кишкина с живущего со 16 чети, да с вотчины ж за Московское осадное сидение в королевичев приход из Мордовских земель с села Пумры з живущего с 17 четьи с третником и обоего с пол-пол-полтрети сохи — 25 алтын и те деньги на нынешний 137 год взяты сполна».
В 1925 году на основании решений общих собраний граждан был образован исполнительный комитет Кишки́нского сельского Совета с населёнными пунктами: с. Кишкино́, д. Городищи, д. Чернуха, с. Папулово, д. Рамешки, д. Красненькая, д. Б. Курашки.
По данным Всесоюзной переписи мелкой (нецензовой, в частности ремесленной) промышленности 1929—1930 годов (по плану, согласованному Центральным статистическим управлением СССР с ВСНХ), деревня входила в Лубянецкое онучное гнездо по производству онучного сукна, в которое кроме неё входили ещё сёла Лубянцы (оно выступало центральной усадьбой), Папулово, Холязино, Шахманово, а также деревня Городищи.
Вплоть до 1950-х годов местные жители занимались выкуркой дёгтя. Дегтярное производство было налажено с глубокой осени по март посреди лесного массива под названием Дегтярка, примыкающего к деревне с востока. Он представляет собой заросли орешника на расстоянии 2 км южнее урочища, известного под названием Сосно́вка.
В апреле 1963 года Большемурашкинский район был расформирован, его территории переданы в подчинение Кстовскому, Лысковскому и Перевозскому районам. Селения Кишки́нского сельского Совета депутатов трудящихся Большемурашкинского района Горьковской области, в состав которого на тот момент входила и Чернуха, были переданы в Кстовский район.
27 января 1965 года Большемурашкинский район был восстановлен на прежней территории. От Кстовского района он получил селения Кишкинского сельского совета, в том числе и Чернуху. В 2002 году к Кишкинской сельской администрации относилось 10 населённых пунктов: с. Кишкино, д. Городищи, д. Рамешки, с. Папулово, д. Б. Курашки, д. Красненькая, д. Чернуха, д. Андрейково, д. Бурныковка, д. Крашово. 7 сентября 2009 года Кишкинский сельсовет Большемурашкинского района Нижегородской области прекратил существование, и деревня Чернуха вошла в объединённый Холязинский сельсовет.

## География
Деревня находится в центральной части Нижегородской области, в зоне хвойно-широколиственных лесов, при автодороге 22К-0162, на расстоянии приблизительно 12 километров (по прямой) к северо-западу от Большого Мурашкина, административного центра района.
Климат
Климат характеризуется как умеренно континентальный, с коротким тёплым летом и холодной снежной зимой. Среднегодовая температура — 3,4 °C. Средняя температура воздуха самого тёплого месяца (июля) — 16,9 °C (абсолютный максимум — 37 °C); самого холодного (января) — −12,2 °C (абсолютный минимум — −45 °C). Среднегодовое количество атмосферных осадков составляет около 450—550 мм, из которых 387 мм выпадает в период с апреля по октябрь.
Часовой пояс
Деревня Чернуха, как и вся Нижегородская область, находится в часовой зоне МСК (московское время). Смещение применяемого времени относительно UTC составляет +3:00.

## Население
| 1999 | 2002 | 2010 |
| ---- | ---- | ---- |
| 64   | →64  | ↘43  |

Национальный состав
Согласно результатам переписи 2002 года, в национальной структуре населения русские составляли 62 %.